# Eric Radcliffe

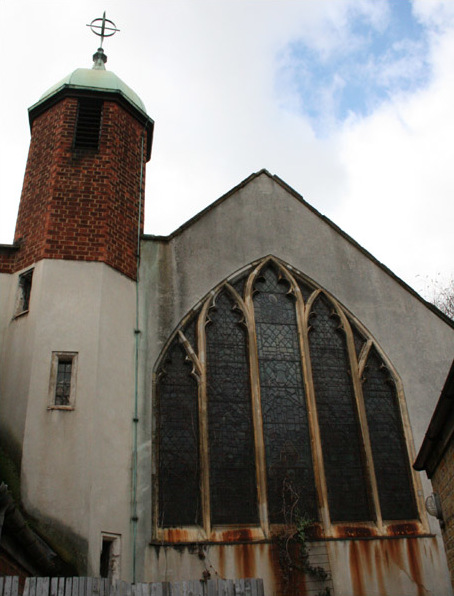
Blackwing Studios

Eric Radcliffe, także E.C. Radcliffe (ur. 3 grudnia 1950) – brytyjski inżynier dźwięku, producent muzyczny i  gitarzysta.
We wczesnych latach 80. XX w.  współpracował z zespołami grającymi muzykę new wave i synth pop w Basildon (Anglia). Był właścicielem Blackwing Studios mieszczącego się w zdekonsekrowanym kościele pw. Wszystkich Świętych w Londynie przy Pepper Street. Studio nagraniowe najbardziej znane z wczesnych utworów Depeche Mode i Yazoo zostało zamknięte we wrześniu 2001.
W 1982 wraz z Vince’em Clarkiem założył niezależną wytwórnię Reset Records, która do 1987 wydała osiem singli. W 1983 po rozwiązaniu Yazoo również z V. Clarkiem powołał do życia krótkotrwały duet The Assembly. Planowany był album ze zmieniającymi się wokalistami; jednak jedynym wydanym singlem pozostał Never Never (singel The Assembly) z wokalistą Feargalem Sharkeyem. Vince Clarke z Andym Bellem w 1985 założyli grupę Erasure, dla której Radcliffe początkowo również komponował i miksował.
Eric Radcliffe współpracował z następującymi zespołami:
- The Assembly
- Depeche Mode:
  - Speak & Spell (album)
  - A Broken Frame (album)
- Erasure
- Yazoo.